# Isops velata
Isops velata är en svampdjursart som först beskrevs av Lebwohl 1914.  Isops velata ingår i släktet Isops och familjen Geodiidae. Inga underarter finns listade i Catalogue of Life.